# Leptopicia bimaculata
Leptopicia bimaculata is een spinnensoort uit de familie van de loopspinnen (Corinnidae).
De wetenschappelijke naam van de soort werd in 1896 als Methesis bimaculata gepubliceerd door Eugène Simon.